# بلقيس ديلليجيل
بلقيس ديلليجيل (بالتركية: Belkıs Dilligil)‏ (إسمها الحقيقي بلقيس بيرجوزار فرات) (ولدت في 19 فبراير عام 1929 في مدينة إسطنبول وتوفيت في 14 مايو عام 1995 في مدينة إسطنبول) ممثلة مسرحية وسينمائية.
ولدت بلقيس ديلليجيل في عام 1929 في مدينة إسطنبول وتخرجت من مدرسة الفاتح. بدأت بلقيس ديلليجيل حياتها الفنية في إصلاحية الفاتح كهاوية. وواصلت مسيرتها كممثلة محترفة بمسرحية «إلكترا» حيث أنها قد مثلتها في مسرح المدينة بإزمير. وفي عام 1956 تزوجت الفنانة بأفني ديلليجيل وهو أحد الأسماء الرائدة في المسرح التركي. وقد أنجبت بلقيس ديلليجيل منه طفلين باسم رحمي و زهرة. وعقب وفاة زوجها أفني ديلليجيل في عام 1971 واصلت بلقيس ديلليجيل حياتها الفنية كممثلة سينمائية. وفي 10 مايو عام 1995 أصٌيبت بلقيس ديلليجيل بجروح بالغة في حادث (عدم التماثل لإتجاه تغيير الشريط على الكوبري) حيث أنه قد تسببت به سيارة أخرى صدمت السيارة التي كانت تستقلها زهرة ديليليجيل في جسر البوسفور. وانتقلت على الفور إلى المستشفى. وظلت الفنانة في العناية المركزة لمدة أربعة أيام وتوفيت الفنانة بلقيس ديلليجيل عن عمر يناهز السادسة والستون من عمرها في 14 مايو عام 1995. ودُفنت في مقبرة العائلة في كاراجا أحمد.

## فيلموغرافيا

### مسيرتهاالفنية
- المحارب المتعب – 1993
- نحن جميعاً في حالة انعزال – 1992
- طفل واحد في مليار واحد – 1990
- الأطباء – 1989
- ألأف خطيئة للحب – 1989
- فرقة العجائب المساهمة – 1988
- روموز جونجاجل – 1987
- الختم – 1987
- عالم الحب – 1987
- فتيات تيلي – 1985
- الفتيات المفقودين – 1984
- المغناج – 1984
- ثلاثة إسطنبول – 1983
- مليونير بصندل – 1983
- الضيف الغير مدعو – 1983
- جرح القلب – 1982
- الألغام – 1982
- شينجيرداك شادية – 1982
- يادي بيلا حسني – 1982
- نحن نحب هكذا – 1979
- الجبان لا يخاف – 1979
- عاطفة جعفر – 1978
- الساحرة الصغيرة – 1975
- عيد الأم – 1973
- الاشتياق – 1973
- شرف الحي – 1953
- الكابتن تحسين – 1950
- من أجل إبني – 1950

## وصلات خارجية
- بلقيس ديلليجيل على موقع IMDb (الإنجليزية)
- بلقيس ديلليجيل على موقع قاعدة بيانات الفيلم (الإنجليزية)

- بلقيس ديلليجيل في قاعدة البيانات على الإنترنت
- بلقيس ديلليجيل في السينما التركية